# 吉姆·卡寧漢姆

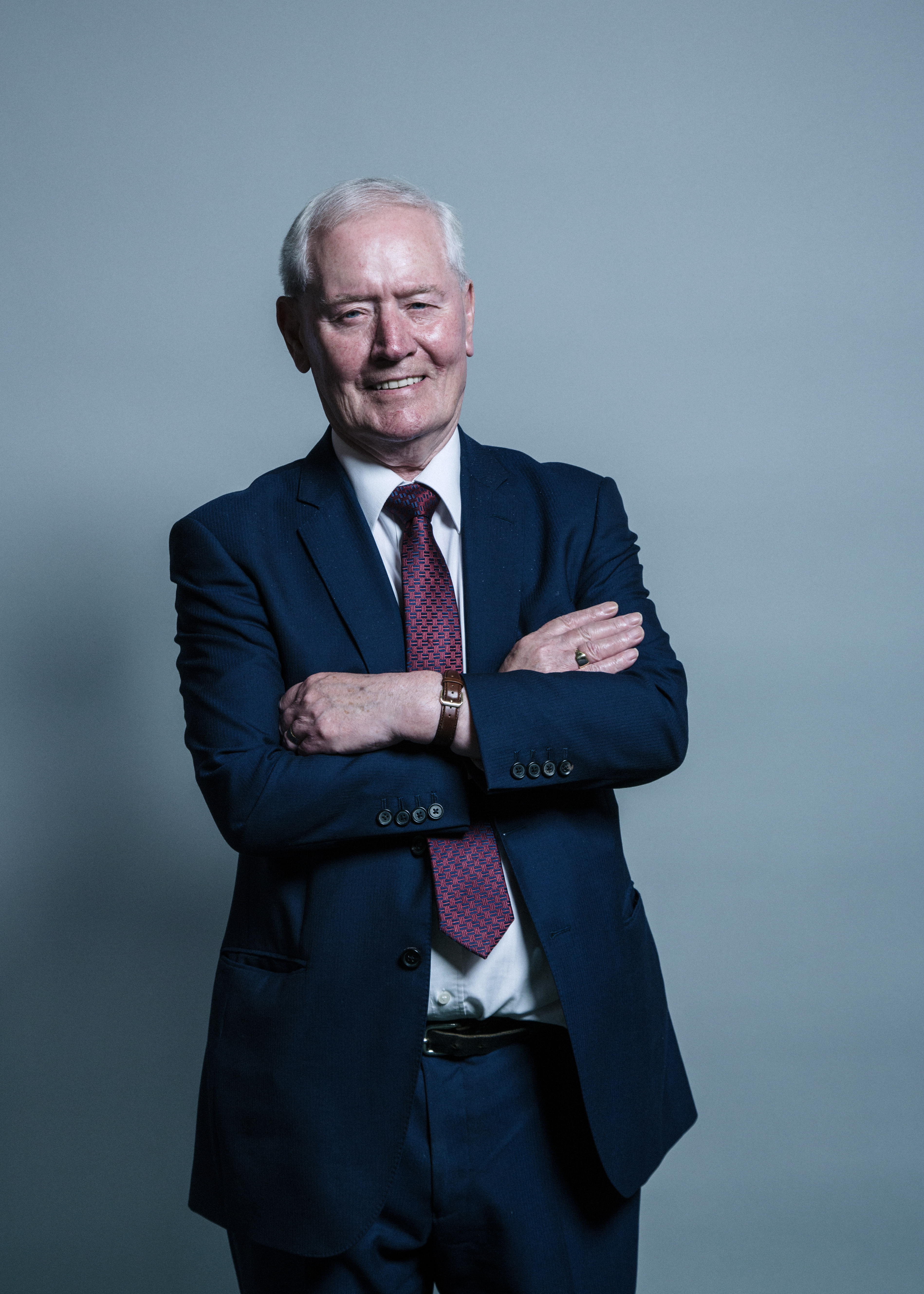

吉姆·卡寧漢姆（Jim Cunningham，1941年2月4日—）是一位英格蘭政治人物，他的黨籍是工黨。自1997年開始，他擔任南考文垂選區選出的英國下議院議員。他在1992年首次當選國會議員。